# ميلوس أوبرادوفيتش
ميلوس أوبرادوفيتش (بالصربية: Милош Обрадовић)‏ (30 مارس 1987 في صربيا - ) هو لاعب كرة قدم صربي في مركز الوسط. لعب مع النجم الأحمر بلغراد وراد بيوغراد وسبارتاك سوبتيتسا وملادوست لوتشاني ونادي أو إف كيه بيوغراد ونادي نيترا ويو دي ليريا ونادي فودوفاك ‏ وOFK Bečej 1918 ‏ وFK Palilulac Beograd ‏ وFK Palić ‏ ونادي ميتالاك وبوراتس تشاتشاك ‏ وFK Novi Pazar ‏.

## وصلات خارجية
- ميلوس أوبرادوفيتش على موقع قاعدة بيانات كرة القدم.إي يو (الإنجليزية)
- ميلوس أوبرادوفيتش على موقع Soccerbase.com (لاعب) (الإنجليزية)
- ميلوس أوبرادوفيتش على موقع Soccerway.com (الإنجليزية)
- ميلوس أوبرادوفيتش على موقع عالم كرة القدم.نت (الإنجليزية)